# Графички метод паровања
Графички метод паровања примењује се у шаху као метод паровања код Бергерових, односно кружних турнира.
Аутор метода је српски мајстор Драгутин Ђаја. Метод важи за веома једноставан, и њиме се најлакше и најбрже могу одредити парови неког кола у Бергеровом систему.
Најпре се нацрта круг. Изван нацртаног круга упишу се бројеви, зависно од броја кола на турниру, у смеру казаљке на сату (в. пример 1.1). На илустрацијама дат је пример за 11 кола (одн. за турнире са 11 и 12 играча).
Потом се, у зависности од редног броја кола за које се траже парови, правом линијом споје број 1 са бројем кола за које тражимо парове (на илустрацији 1.2, то је коло бр. 4, на илустрацији 1.3, коло је бр. 7). Играч бр. 1 у сваком колу игра са учесником турнира чији је турнирски број једнак броју кола (изузев за прво коло, где турнирски број 1 игра са последњим турнирским бројем).
Паралелно са том линијом, за сваки суседни број од броја 1 паралелним правим линијама повезују се остали бројеви. Пошто увек има непаран број кола (а толико и бројева на кругу), један број неће имати свој пар. Тај број, у случају:
- парног броја такмичара, игра са последњим турнирским бројем (боја фигура последњег такмичара: црне фигуре са горњом половином табеле, беле фигуре са доњом половином табеле), или
- непарног броја такмичара, играч је у том колу слободан.

На крају се уцртају стрелице, кренувши од такмичара који је остао без свог пара на кругу, у смеру обрнутом од смера казаљке на сату, Ове стрелице означавају боју фигура, играч на чијем броју се налази стрелица има црне фигуре (десно од играча који је остао без пара).